# Salomo Liscow
Salomo Liscow (Liscovius, Lischkow) était un prêtre et auteur de cantiques né le 25 octobre 1640 à Niemitsch, près de Guben en Basse Lusace et décédé le 5 décembre 1689 à Wurzen en électorat de Saxe.
Fils de Johann Liscow, pasteur à Niemitsch, Salomo perdit ses parents très tôt et partit pour l'École Sainte-Croix de Dresde puis à l'université de Wittemberg où il s'essaie à la poésie avec des compositions déjà remarquées. Après sa scolarité, il est envoyé à Otterwisch en tant que pasteur puis à Bad Lausick en 1644 où il se marie le 7 juin et enfin diacre à Wurzen en 1685.
Un de ses textes est utilisé par Jean-Sébastien Bach pour le premier mouvement de sa cantate Also hat Gott die Welt geliebt, BWV 68.

## Source de la traduction
- (en) Cet article est partiellement ou en totalité issu de l’article de Wikipédia en anglais intitulé « Salomo Liscow » (voir la liste des auteurs).